# Parres
Parres ist eine Gemeinde in der autonomen Region Asturien, im Norden Spaniens. Im Norden begrenzt von Caravia und Ribadesella, im Süden von Amieva, im Westen von Cangas de Onís und im Osten von Piloña und Colunga. Der Hauptort ist der Ortsteil Arriondas in dem etwa 50 % der Bevölkerung leben.

## Wirtschaft
Die gesamte Region wird geprägt durch Land und Forstwirtschaft. Mittelständische Industrie ist vor allem im nahegelegenen Arriondas angesiedelt. Das Krankenhaus (Francisco Grande Covián) ist der größte Arbeitgeber des Ortes.
|                           | Beschäftigte | in Prozent |
| ------------------------- | ------------ | ---------- |
| Land- und Forstwirtschaft | 241          | 11,38      |
| Industrie                 | 256          | 12,09      |
| Baugewerbe                | 279          | 13,18      |
| Dienstleistung            | 1.341        | 63,34      |
| TOTAL                     | 2.117        | 100        |

## Politik
Die 13 Sitze des Gemeinderates verteilen sich wie folgt
| Partido                                       | 1979 | 1983 | 1987 | 1991 | 1995 | 1999 | 2003 | 2007 | 2011 | 2015 |
| --------------------------------------------- | ---- | ---- | ---- | ---- | ---- | ---- | ---- | ---- | ---- | ---- |
| PSOE                                          | 6    | 7    | 8    | 8    | 7    | 6    | 7    | 5    | 7    | 5    |
| FAC                                           |      |      |      |      |      |      |      |      | 3    | 3    |
| PP                                            |      | 4    | 3    | 3    | 4    | 1    | 5    | 5    | 2    | 3    |
| INDEPA                                        |      |      |      |      |      |      |      |      | 1    |      |
| IU / IU-BA / IU-BA-Los Verdes / IU-Los Verdes |      |      |      | 2    | 2    | 2    | 1    | 3    |      | 2    |
| CDS                                           | 6    | 2    | 2    |      |      |      |      |      |      |      |
| URAS                                          |      |      |      |      |      | 4    |      |      |      |      |
| Independientes                                | 1    |      |      |      |      |      |      |      |      |      |
| Total                                         | 13   | 13   | 13   | 13   | 13   | 13   | 13   | 13   | 13   | 13   |

## Bevölkerungsentwicklung
Bedingt durch das örtliche Krankenhaus ist Parres eine der wenigen asturischen Gemeinden, die in den letzten Jahren einen Bevölkerungszuwachs verzeichnen konnten.
|                                                    |
| Quelle: INE – grafische Aufarbeitung für Wikipedia |

## Feste
Jährlich am 22. Mai findet das Fest der heiligen Rita in Parres statt. Das Kirchweihfest ist am 2. Juliwochenende im Ortsteil El Carmen.

## Parroquias
Die Gemeinde Parres ist in 17 Parroquias unterteilt:
| - Bode - Castiello - Cayarga - Cofiño - Collía - Cuadroveña | - Fíos - Huera de Dego - Llerandi - Margolles - Montes de Sebares - Nevares | - Pendás - San Juan de Parres - Sorribas - Viabaño - Villanueva |